# Homobono Márquez
Homobono Márquez (Baviácora, Sonora; 29 de junio de 1888 - Ciudad de México; 1 de mayo de 1960) fue un beisbolista mexicano que destacó como manejador, promotor y directivo equipos de béisbol.

## Carrera profesional
Inició su carrera como beisbolista en Hermosillo, jugaba en la posición de receptor, pues el béisbol ya que se jugaba en ésa localidad desde 1885; jugó en el parque “Alameda” que después del triunfo maderista se llamaría Francisco I. Madero donde, después de 1920 se celebraban juegos entre equipos locales y algunos regionales.
Homobono se lastimó un brazo, lo que hizo que dejara de jugar, pero su afición al béisbol lo hizo continuar como manejador, por lo cual su primer equipo manejado fueron los Internacionales de Nogales, al cual condujo durante tres temporadas, en la Liga Arizona-Texas. Obtuvo resonantes triunfos sobre Tucson, Phoenix, el 25 batallón de Infantería, y los Marinos de San Diego.
Dirigió también a la Selección de Sonora de Béisbol. Su labor de mánager se caracterizó por formar buenos equipos y agradar al público. Uno de ellos fue el equipo de los Fabriles que se convirtieron en los Aztecas de la Ciudad de México. En 1930 en la primera portada del periódico La Afición de Ciudad de México, el 25 de diciembre de 1930, Homobono y los Fabriles protagonizan con un triunfo sobre Peñoles.
En 1931 realizó con Fabriles una gira por la Costa del Pacífico, hasta llegar a Los Ángeles, California, pasando por su natal Sonora, ganando la serie a Hermosillo por limpia. En la gira por el sur de Estados Unidos participó Marcos Valdez Bugarini, y Homobono lo contrató en forma definitiva.
En 1936 tuvo jornadas con el equipo "Aztecas", que era uno de los llamados "pick team" que solo jugaban series internacionales los fines de semana en el Parque Delta donde se enfrentaban a los equipos La Habana Reds o Los Piratas de Cuba.
Por otro lado, se realizaban series en el Parque Delta la Ciudad de México, donde jugaron con un equipo de “Estrellas de Ligas Mayores”, asunto que acordó con el directivo de las Grandes Ligas Earl Mack. Adicionalmente jugaron contra Cubs, Colegio Williams, en donde, por su habilidad y táctica para dirigir, los fanáticos lo apodaron "El Rajá del Béisbol" o “el Hombre del Puro”.
Homobono era muy dedicado y disciplinaba a sus jugadores por lo que su efectividad era notable, haciéndolos ídolos de la fanaticada como lo hizo con Ramón Bragaña, Basilio “El “Brujo” Rosell, Felipe Montúfar, Apolinar Pulido Polín, Agustín Bejarano, Fernando Barradas, José Luis “Chile” Gómez, Jesús Torrijos, Manuel "Moro" Chávez y otros más. Lo notable de esto es que, todo ellos posteriormente fueron elegidos al Salón de la Fama del beisbol Profesional Mexicano.
Se considera uno de los primeros promotores destacados del béisbol mexicano, incluso habiendo conseguido apoyo del general Álvaro Obregón con el cual era cercano.
Márquez fue electo al Salón de la Fama del Béisbol mexicano en 1993.